# Antifona (romanzo)
Antifona (Anthem, pubblicato anche in Italia con il titolo La vita è nostra) è un romanzo breve di genere filosofico e distopico scritto da Ayn Rand, pubblicato per la prima volta nel 1938 nel Regno Unito. L'opera, ambientata in un futuro imprecisato, esplora un gran numero di temi filosofici che Rand aveva sviluppato nella sua teoria dell'oggettivismo, con forti critiche al collettivismo e alla società socialista.
Rand concepì originariamente il racconto come un'opera teatrale, poi decise di scriverlo per una rivista. Su suggerimento del suo agente, lo sottopose a diverse case editrici. Il racconto fu pubblicato per la prima volta da Cassell, in Inghilterra. Fu pubblicato negli Stati Uniti solo dopo che il romanzo successivo di Rand, La fonte meravigliosa, divenne un best-seller. Rand ne revisionò il testo per l'edizione statunitense, pubblicata nel 1946, circa otto anni dopo l'originale.

## Trama
Equality 7-2521, un ventunenne che scrive a lume di candela in un tunnel sotterraneo, racconta la storia della sua vita fino a quel momento. Usa esclusivamente pronomi plurali ("noi", "nostro", "loro") per riferirsi a sé stesso e agli altri. È stato cresciuto come tutti i bambini della sua società, lontano dai genitori in case collettive: la Casa dei Neonati dalla nascita fino ai cinque anni, poi la Casa degli Studenti dai cinque ai quindici. Crede di avere una "maledizione" che lo porta ad apprendere in fretta e a porsi molte domande. Eccelle nella Scienza delle Cose e sogna di diventare uno Studioso, ma quando il Consiglio delle Vocazioni gli assegna il Mandato a Vita a quindici anni, gli viene assegnato il ruolo di Spazzino.
Equality 7-2521 accetta il suo incarico di spazzino come penitenza per la sua Trasgressione di Preferenza, desiderando segretamente di diventare uno Studioso. Lavora con gli handicappati Union 5-3992 e International 4-8818, quest'ultimo l'unico amico di Equality 7-2521 (il che rappresenta un'altra Trasgressione di Preferenza, poiché tutti sono presumibilmente uguali nella loro società). Nonostante le proteste di International 4-8818 secondo cui qualsiasi esplorazione non autorizzata da un Consiglio è vietata, Equality 7-2521 esplora un tunnel sotterraneo vicino al tendone del Teatro Comunale e trova dei binari metallici. Equality 7-2521 crede che il tunnel risalga ai Tempi Innominabili di un lontano passato. Inizia ad allontanarsi furtivamente dalla sua comunità di notte per usare il tunnel come laboratorio per esperimenti scientifici, usando i rifiuti che ha preso dalla Casa degli Studiosi. Usa carta rubata dalla Casa degli Impiegati per scrivere il suo diario a lume di candela, usando candele rubate dalla dispensa della Casa degli Spazzini. Mentre pulisce una strada ai margini della città, Equality 7-2521 incontra Liberty 5-3000, una contadina diciassettenne che lavora nei campi. Commette un'altra trasgressione pensando costantemente a lei, invece di aspettare che le venga assegnata una donna durante l'annuale Periodo dell'Accoppiamento, in cui gli uomini dai vent'anni in su e le donne dai diciotto in su vengono assegnati l'uno all'altra esclusivamente per la riproduzione. Lei ha occhi scuri e capelli biondi, e lui la chiama "La Dorata". Quando le parla, scopre che anche lei pensa a lui. Le rivela il suo nome segreto e Liberty 5-3000 dice a Equality 7-2521 che lo ha chiamato "L'Invitto".
Proseguendo il suo lavoro scientifico, Equality 7-2521 riscopre l'elettricità. Tra le rovine del tunnel, trova una scatola di vetro con fili che emettono luce quando vengono attraversati dalla corrente elettrica. Decide di portare la sua scoperta al Consiglio Mondiale degli Studiosi; Crede che un dono così grande all'umanità compenserà le sue numerose trasgressioni e lo porterà a essere nominato Studioso. Tuttavia, una notte, la sua assenza dalla Casa degli Spazzini viene notata. Viene frustato e trattenuto nel Palazzo di Detenzione Correttiva. La notte prima della riunione del Consiglio Mondiale degli Studiosi, riesce a fuggire facilmente; non ci sono guardie perché nessuno ha mai tentato la fuga prima. Il giorno dopo, presenta il suo lavoro al Consiglio Mondiale degli Studiosi. Inorriditi dal fatto che abbia svolto ricerche non autorizzate, lo aggrediscono definendolo un "miserabile" e uno "spazzino" e affermano che deve essere punito. Vogliono distruggere la sua scoperta affinché non ostacoli i piani del Consiglio Mondiale e del Dipartimento delle Candele. Equality 7-2521 afferra la scatola, maledicendo il consiglio prima di fuggire nella Foresta Inesplorata che si trova fuori città.
Nella foresta, Equality 7-2521 si considera dannato per aver abbandonato i suoi simili, ma si gode la sua libertà. Nessuno lo inseguirà in questo luogo proibito. Gli manca solo Liberty 5-3000. Al suo secondo giorno di vita nella foresta, Liberty 5-3000 appare; lo ha seguito nella foresta e giura di rimanere con lui per sempre. Vivono insieme nella foresta e cercano di esprimersi il loro amore reciproco, ma non hanno le parole per esprimere l'amore come individui.
Trovano una casa dei Tempi Impronunciabili in montagna e decidono di viverci. Mentre legge i libri della biblioteca della casa, Equality 7-2521 scopre la parola "io" e la racconta a Liberty 5-3000. Le sue prime parole sono: "Ti amo". Avendo riscoperto la propria individualità, si danno nuovi nomi tratti dai libri: Equality 7-2521 diventa "Prometheus" e Liberty 5-3000 diventa "Gaea". Mesi dopo, Gaea è incinta del figlio di Prometeo. Prometeo si chiede come gli uomini del passato abbiano potuto rinunciare alla propria individualità; progetta un futuro in cui la riconquisteranno.

## Edizioni italiane diAnthem
- La vita è nostra, collana I Grandi Successi Stranieri, traduzione di Giuseppina Ripamonti Perego e Maria Zotti, Milano, Baldini & Castoldi, 30 novembre 1938.
- Antifona-Anthem, collana Oche del Campidoglio, traduzione di Nicola Iannello, Macerata, Liberilibri, 2003, ISBN 978-88-8514-058-5.